# Elecciones parlamentarias de Israel de 1992
Las elecciones para el décimo tercer Knesset se llevaron a cabo en Israel el 23 de junio de 1992. La elección resultó en la formación de un gobierno laborista, liderado por Rabin, ayudado por el hecho de que varios partidos pequeños de derecha no superaron el umbral electoral. La participación electoral fue del 77,4%.
Rabin formó el vigésimo quinto gobierno el 13 de julio de 1992, incluyendo a Meretz y Shas en su coalición, que tenía 17 ministros. Hadash y el Partido Demócrata Árabe también apoyaron al gobierno a pesar de no ser miembros de la coalición. Shas dejó la coalición en septiembre de 1993, y Yiud se unió en enero de 1995.
El gobierno de Rabin avanzó el proceso de paz a niveles sin precedentes; los Acuerdos de Oslo se firmaron con la OLP de Yasser Arafat en 1993 y el tratado de paz entre Israel y Jordania en 1994. La disposición del gobierno para hacer las paces con Siria y conceder los Altos del Golán llevó a Avigdor Kahalani y Emanuel Zisman a abandonar el partido para formar el Tercer Camino.
Después del asesinato de Rabin el 4 de noviembre de 1995, Shimon Peres asumió el cargo de Primer Ministro y formó un nuevo gobierno el 22 de noviembre de 1995. Su coalición fue la misma que antes; Laborista, Meretz y Yiud. Peres convocó elecciones anticipadas en 1996 para buscar un mandato para continuar el proceso de paz en el que perdió.

## Resultados
|  | 34.6 % |

|  | 24.9 % |

|  | 9.6 % |

|  | 6.4 % |

|  | 4.9 % |

|  | 4.9 % |

|  | 3.3 % |

|  | 2.4 % |

|  | 2.4 % |

|  | 1.6 % |

|  | 1.2 % |

|  | 0.9 % |

|  | 0.6 % |

|  | 0.5 % |

|  | 0.4 % |

|  | 0.3 % |

|  | 0.2 % |

|  | 0.1 % |

|  | 0.1 % |

|  | 0.1 % |

|  | 0.1 % |

|  | 0.1 % |

|  | 0.1 % |

|  | 0.1 % |

|  | 0.0 % |

|  | 99.2 % |

|  | 0.8 % |

|  | 100.00 % |

|  | 77.4 % |

1: Unión entre Ratz, Mapam y Shinui. Para la variante de escaños se toma la suma de los tres partidos en las elecciones anteriores. 

2: Unión entre Agudat Yisrael y Degel HaTorah. Para la variante de escaños se toma la suma de los tres partidos en las elecciones anteriores.